# Калайоки (приток Иййоки)
Ка́лайоки (фин. Kalajoki) — река в России, протекает по территории Мийнальского сельского поселения Лахденпохского района Карелии. Устье реки находится в 24 км от устья Иййоки по левому берегу. Длина реки составляет 11 км.
Река берёт начало в 2 км северо-восточнее бывшей деревни Ийярвенкюля, находившейся на северо-восточном берегу озера Куренлампи (фин. Kurenlampi). Далее река втекает в озеро Саарилампи (фин. Saarilampi) на высоте 100 м над уровнем моря, протекает озёра Паюлампи (фин. Pajulampi), Тимертлампи (фин. Timertlampi), озеро без названия и Вяярялампи (фин. Väärälampi), потом течёт на юг через болота Васкисуо (фин. Vaskisuo) и Васкиламменсуо (фин. Vaskilammensuo), затем принимает левый приток Кюльмяоя (фин. Kylmäoja) (берущий начало из озера Ниясъярви), после чего, протекая болото Вийтасиллансуо (фин. Viitasillansuo), уже втекает в реку Иййоки на высоте 74 м над уровнем моря.
Населённые на реке отсутствуют.

## Название
Название реки переводится как «рыбная река».

## Данные водного реестра
По данным государственного водного реестра России относится к Балтийскому бассейновому округу, водохозяйственный участок реки — Водные объекты бассейна оз. Ладожское без рек Волхов, Свирь и Сясь, речной подбассейн реки — Нева и реки бассейна Ладожского озера (без подбассейна Свирь и Волхов, российская часть бассейнов). Относится к речному бассейну реки Нева (включая бассейны рек Онежского и Ладожского озера).
Код объекта в государственном водном реестре — 01040300212102000010733.